# Marzagão (Carrazeda de Ansiães)
Marzagão ist eine Gemeinde (Freguesia) im portugiesischen Kreis Carrazeda de Ansiães. In ihr leben 293 Einwohner (Stand 19. April 2021).